# アン (イギリス王女)
プリンセス・ロイヤル・アン（Anne, Princess Royal、全名：アン・エリザベス・アリス・ルイーズ（Anne Elizabeth Alice Louise）、1950年8月15日 - ）は、イギリスの王族。「プリンセス・ロイヤル」の称号を持つ。
イギリス女王エリザベス2世とエディンバラ公フィリップ夫妻の第2子（長女/第1王女）。
王位継承順位は、2025年5月現在ルイーズ・ウィンザーに次いで第18位。
兄はチャールズ3世。弟はヨーク公爵アンドルー、エディンバラ公爵エドワード。

## 略歴
ロンドンのクラレンス・ハウスで、エディンバラ公爵フィリップと公爵夫人エリザベス王女の長女として生まれ、バッキンガム宮殿において、ヨーク大主教のシリル・ガーベットによって洗礼を施される。代父母には、ルイス・マウントバッテンやアリス・オブ・バッテンバーグなどがいる。
国王の孫の代における王子・王女の称号は男系の孫に限るとした曾祖父のジョージ5世の1911年の勅許状により、アンもそれまでの例にならえば単に儀礼称号の「レディ」を帯びた「レディ・アン・マウントバッテン」と名乗るはずだった。しかし母エリザベス王女は当時王位の推定相続人であり、しかも近い将来女王になることが確実だったことから、アンの兄チャールズが生まれた直後に祖父のジョージ6世は特旨によって、エリザベス王女所生の子女たちには王子・王女の身分と王室の一員である「殿下」の称号が付与されると定めていた。このためアンは生まれながらに「アン・オブ・エディンバラ王女殿下」を名乗ることになった。母がイギリス女王となったのはその2年後のことである。
幼少期は、バッキンガム宮殿やケント州の寄宿学校であるベネンデン・スクールで学んだ。1960年代後半からは公務もこなすようになった。
乗馬を得意としており、21歳の時にヨーロッパ馬術選手権大会個人の部で優勝し、1971年のBBC・スポーツ・パーソナリティ・オブ・ザ・イヤー賞に選出されることとなる。また、4年後に西ドイツで行われた同大会でも、個人・団体の2部門で準優勝という結果を収め、1976年にはモントリオールオリンピックにイギリス代表として参加している。また、アマチュア騎手としても登録されており、王室で唯一の優勝経験のある女性騎手でもある。
ロンドン大学総長、エディンバラ大学総長、ロンドン・シティ・ギルド協会代表、ロイヤル・ソサエティ・オブ・アーツ代表、ロイヤル・ホロウェイ総長、イギリスオリンピック委員会総裁を務めている。
1974年より王立婦人海軍最高司令官として、1993年にイギリス軍に統合されるまで務めた。2012年からは将官の地位を保持している。
1988年より国際オリンピック委員会委員を務め、2012年ロンドンオリンピック・パラリンピック招致に尽力。招致成功後ロンドンオリンピック・パラリンピック組織委員会理事も務めた。
また200以上のチャリティー活動に関わっており、1970年から『セーブ・ザ・チルドレン』の会長職にある。

## 家庭生活
アンは1970年にアンドリュー・パーカー・ボウルズとの交際が伝えられたが短期間で破局した。その後、1972年のミュンヘン五輪金メダリスト（馬術団体）でもあるマーク・フィリップス陸軍少尉との婚約が成立し、1973年11月14日（兄チャールズの25歳の誕生日）にウエストミンスター寺院で結婚式が執り行われた。2人の間にはピーター（1977年誕生）とザラ（1981年誕生）の2子が生まれている。
フィリップスは平民の出身だったが、かつてエリザベス女王の妹マーガレット王女がやはり平民のアンソニー・アームストロング＝ジョーンズ（Antony Armstrong-Jones）と結婚した際に夫が「スノードン伯爵」に叙爵された先例があることから、フィリップスも結婚と同時に叙爵されることが予想されていた。しかしアンが将来生まれる子供たちを普通に育てたいと希望したことから、フィリップスの叙爵は沙汰止みとなった。その後、アンがエリザベス女王にとって初孫となるピーターを出生した際にも、女王からは特にピーターを叙爵することが打診されたが、アンはやはりこれを辞退したと伝わる。この結果、ピーターは歴代君主の直系の孫としては約500年ぶりに、何の貴族称号も持たない人物となった。
夫妻はグロスタシャーのギャトコム・パークに居を置いたが、1992年4月23日に離婚した。
アンは離婚から約6カ月後の同年12月12日、ティモシー・ローレンス海軍中佐と再婚した。王族の離婚・再婚は違憲ではないものの、離婚は勿論のこと、離婚を経験した人間が再婚することをさらなるタブーとしたイングランド国教会の保守性により、2度目の結婚式は再婚に寛容なスコットランドの教会で質素に行われた。
アンは40代であり、ローレンスとの間に子供は生まれなかった。アンの離婚問題は兄のチャールズや義妹のヨーク公爵夫人セーラの不倫疑惑とともにイギリスのみならず世界中で連日連夜報道された。激しい王室バッシングに明け暮れた1992年は年末にアン、チャールズの母親でもあるエリザベス2世が「今年はひどい年（アナス・ホリビリス）だった。」と総括する程であった。
ローレンスは2007年に海軍中将に進級し、2011年8月に現役を退いた。前夫と同じようにローレンスもアンとの結婚に際して叙爵されることはなかったが、2011年6月14日にロイヤル・ヴィクトリア勲章ナイト・コマンダー（KCVO）に叙せられ、ナイトの称号とサーの敬称を許されている。
アン自身は、1974年にロイヤル・ヴィクトリア勲章勲一等（GCVO）、1994年にガーター勲章（LG）、2000年にシッスル勲章（LT）をそれぞれ授与されている。なお、夫妻そろっての王室行事では、チャールズ王太子夫妻やウィリアム王子夫妻、弟のエディンバラ公エドワード王子夫妻より下位となるが、女性だけの行事の際にはエリザベス女王の次席に位置していた。また、1971年の昭和天皇訪英時には、勲一等宝冠章を授与されている。

## その他

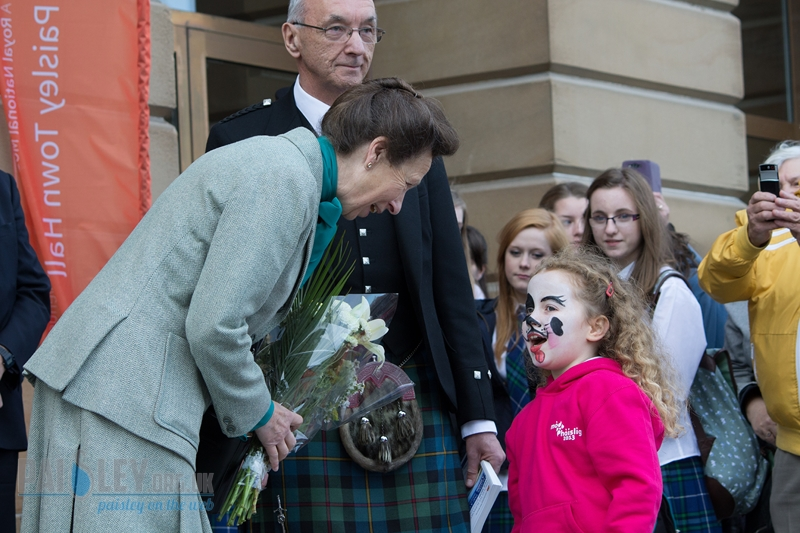
ペイズリーにて（2013年）

- スポーツ振興に対する支援にも熱心で、パトロンとしてラグビースコットランド代表を支えている。シックスネイションズのスコットランド戦にはたびたび観戦に訪れている。
- 2008年開催の北京オリンピック開会式に、夫妻で出席した。
- 2019年に来日。10月11日、夫妻で天皇皇后の招待で赤坂御所でのお茶会に臨んだ[4][5]。10月13日、開催中のラグビーワールドカップの試合を観戦した[5]。また同日には横浜山手聖公会教会で礼拝に参加[6]。王女はミッション・トゥー・シーフェアラーズの会長で、教会はこの聖公会の海事関係者への宣教活動を行っているからである。
- イギリス陸軍での従軍経験があり、戦車の操縦を担当していた。
- リライアント・シミターGTのオーナーであったことが知られる。

## 称号および敬称

プリンセス・ロイヤルの紋章

- 1950年8月15日 - 1952年2月6日
  - アン・オブ・エディンバラ王女殿下（Her Royal Highness Princess Anne of Edinburgh）
- 1952年2月6日 - 1973年11月14日
  - アン王女殿下（Her Royal Highness The Princess Anne）
- 1973年11月14日 - 1987年6月13日
  - マーク・フィリップス夫人アン王女殿下（Her Royal Highness The Princess Anne, Mrs. Mark Phillips）
- 1987年6月13日 - 
  - プリンセス・ロイヤル殿下（Her Royal Highness The Princess Royal）

## 系図
- 赤枠の人物は、存命中。
- 黒枠の人物は、故人。
- 太枠の人物は、イギリス君主の子女。